# Okres Leventina
Okres Leventina (italsky Distretto di Leventina) je švýcarský okres v kantonu Ticino. Správním centrem je obec Faido. Žije zde asi 9000 obyvatel.

## Historie
Území moderního okresu bylo ve středověku součástí Milánského vévodství. Roku 1403 ho ke svému území připojil kanton Uri ve formě fojtství a jeho součástí Leventina zůstala do roku 1422, kdy byla navrácena Milánskému vévodství. Roku 1440 byla Leventina opětovně připojena k Uri ve formě fojtství a měla tento status až do roku 1798. Roku 1755 Leventina neúspěšně povstala proti Uri. V letech 1798–1803 byla Leventina součástí kantonu Bellinzona a od roku 1803 je součástí moderního kantonu Ticino, jako jeden z okresů.

## Správní členění
Okres se člení na 4 kraje (circoli):
- Kraj Airolo
- Kraj Faido
- Kraj Giornico
- Kraj Quinto

## Přehled obcí
| Znak              | Název obce        | Počet obyvatel (31. 12. 2022) | Rozloha (km²) | Hustota zalidnění (obyv./km²) | Kraj     |
| ----------------- | ----------------- | ----------------------------- | ------------- | ----------------------------- | -------- |
| Airolo            | Airolo            | 1432                          | 94,35         | 15                            | Airolo   |
| Bedretto          | Bedretto          | 94                            | 75,18         | 1                             | Airolo   |
| Faido             | Faido             | 2782                          | 132,59        | 21                            | Faido    |
| Bodio             | Bodio             | 890                           | 6,48          | 137                           | Giornico |
| Giornico          | Giornico          | 790                           | 19,52         | 40                            | Giornico |
| Personico         | Personico         | 308                           | 38,87         | 8                             | Giornico |
| Pollegio          | Pollegio          | 844                           | 5,96          | 142                           | Giornico |
| Dalpe             | Dalpe             | 177                           | 14,55         | 12                            | Quinto   |
| Prato (Leventina) | Prato (Leventina) | 381                           | 16,82         | 23                            | Quinto   |
| Quinto            | Quinto            | 951                           | 75,21         | 13                            | Quinto   |
| Celkem (10)       | Celkem (10)       | 8649                          | 479,55        | 18                            | (4)      |